# Lipá
Lipá (německy Lipai) je malá vesnice, část města Třebenice v okrese Litoměřice. Nachází se asi 6 km na severozápad od Třebenic, v široké kotlině uvnitř Českého středohoří, při východním úpatí Lipská hory. V roce 2009 zde bylo evidováno 22 adres. V roce 2011 zde trvale žilo 17 obyvatel.
Lipá leží v katastrálním území Mrsklesy o výměře 3,24 km².

## Historie
První písemná zmínka o vesnici pochází z roku 1352 a nachází se v registru papežských desátků. Tehdy byla rozdělena mezi rod Vchynských a vlastníky blízkého hradu Skalka. Majitelé společně vykonávali patronátní právo ke zdejšímu kostelu. Podle mapy stabilního katastru z roku 1843 měla návesní dispozici typickou pro přelom třináctého a čtrnáctého století.

## Obyvatelstvo
|                                                                    | 1869 | 1880 | 1890 | 1900 | 1910 | 1921 | 1930 | 1950 | 1961 | 1970 | 1980 | 1991 | 2001 | 2011 |
| ------------------------------------------------------------------ | ---- | ---- | ---- | ---- | ---- | ---- | ---- | ---- | ---- | ---- | ---- | ---- | ---- | ---- |
| Obyvatelé                                                          | 116  | 120  | 104  | 95   | 107  | 113  | 97   | 51   | 65   | 45   | 32   | 25   | 16   | 17   |
| Domy                                                               | 26   | 27   | 28   | 27   | 28   | 28   | 27   | 20   | .    | 14   | 12   | 13   | 17   | 18   |
| Počet domů z roku 1961 je zahrnut v domech místní části Medvědice. |      |      |      |      |      |      |      |      |      |      |      |      |      |      |

## Pamětihodnosti
- Kostel svatého Bartoloměje filiální k farnosti Sutom